# Cueca tradicional
La cueca tradicional, cueca huasa o chilena es la subdivisión original del género musical y danza cueca —la «danza nacional de Chile» desde 1979—, interpretada por los campesinos huasos comunes en la zona central de Chile, principalmente en las Fiestas Huasas y ramadas. Está presente también durante los festivales huasos en verano, el cuecazo Cuecas Mil en abril, el Campeonato Nacional en junio, el Campeonato Mundial en agosto, así como la cuecada Saludo Folklórico y las Fiestas Patrias en septiembre —en hogares, fondas y la Parada Militar—. Es la versión más difundida, ha originado otros géneros y se han derivado numerosos subgéneros en distintos países hispanoamericanos. Es aludida con la expresión «¡tiqui tiqui ti!», onomatopeya de la percusión en la introducción de una canción.
Existen diversas teorías sobre su origen, sin embargo, se ha logrado llegar a consenso en cuanto a sus antecedentes arábigo-andaluces y su relación con la zamacueca. Su temática trata sobre los tópicos del campo, la naturaleza y la vida huasa habituales. Su música es cantada generalmente por una mujer tocando una guitarra, quien a su vez es tañada por un acompañante, sonido apoyado por palmadas dobles de la concurrencia. Su coreografía es complementada sujetando o meneando la manta de huaso y el vestido de china, percutiendo las espuelas chilenas, así como agitando los flecos adosados en la faja de huaso y las polainas corraleras de la vestimenta masculina.

## Modalidades dancísticas
La «cueca a caballo» requiere de caballos chilenos, ya sea con una persona montada y otra a pie, o ambos montados. La «cueca cómica» consiste en que los bailarines ridiculizan algunos defectos de sus semejantes. La «cueca con la bandera» es un homenaje a la gesta de los 77 chilenos que fallecieron en el Combate de Concepción durante la Campaña de la Sierra en la Guerra del Pacífico (1879-1884). Desde entonces, cada año se baila un pie de cueca frente a la bandera para rendirle un homenaje a los soldados caídos el 9 de julio de 1882, día de la bandera chilena.
La «cueca de destreza» se basa en que los bailarines equilibran en sus cabezas una botella o jarro. La «cueca robada» trata de que luego de la primera vuelta, un bailarín roba la pareja de alguno. La «cueca sola» fue creada por las madres, hermanas e hijas desconsoladas por sus familiares detenidos desaparecidos durante la dictadura militar (1973-1990). Las mujeres bailan solas como una forma de duelo y de nunca olvidar dicho periodo que marcó la historia de Chile.

## Principales exponentes
- Dúo Rey-Silva
- Jaime Atria
- Los Cuatro Huasos
- Los de Ramón
- Los Hermanos Barrientos
- Los Hermanos Campos
- Pepe Fuentes
- Flaco Gálvez
- Raúl Gardy
- Margot Loyola
- Petronila Orellana
- Violeta Parra
- Tumbaíto
- Jorge Yáñez
- Segundo Zamora

## Canciones populares
- «A pata pelá»
- «Adiós, Santiago querido»
- «Aló, aló»
- «Cantemos, querido amigo»
- «Chicha de Curacaví»
- «Con permiso, soy la cueca»
- «Cueca pa'l Colo-Colo»
- «El gallo y la gallina»
- «El guatón Loyola»
- «El marinero»
- «Esa chiquilla que baila»
- «La consentida»
- «La rosa y el clavel»
- «La Violeta y la Parra»
- «Los lagos de Chile»
- «Los ríos de Chile»
- «Mándame a quitar la vida»
- «Viva Chile»